# Loxura amatica
Loxura amatica är en fjärilsart som beskrevs av Hans Fruhstorfer 1912. Loxura amatica ingår i släktet Loxura och familjen juvelvingar. Inga underarter finns listade i Catalogue of Life.